# Koroivos BC
O Koroivos Basketball Club é um clube profissional de basquetebol sediado na cidade de Amaliada, Grécia que atualmente disputa a Liga Grega. Foi fundado em 1983 e manda seus jogos na Amaliada Indoor Hall com capacidade para 2.000.